# Parafia św. Jana Chrzciciela w Chichach
Parafia św. Jana Chrzciciela w Chichach – rzymskokatolicka parafia, położona w dekanacie Szprotawa, diecezji zielonogórsko-gorzowskiej, metropolii szczecińsko-kamieńskiej w Polsce, erygowana 15 lipca 1958. Siedziba parafii jest w Bobrzanach, lecz kościół parafialny znajduje się w Chichach.

## Historia parafii
Źródło: 
Parafia św. Jana Chrzciciela w Chichach została erygowana przez biskupa wrocławskiego Bolesława Kominka dekretem z 27 maja 1958, który wszedł w życie 15 lipca 1958.
Parafia powstała z części parafii Wniebowzięcia NMP w Szprotawie i parafii Wniebowzięcia NMP w Rudawicy z siedzibą w Małomicach.

## Kościoły na terenie parafii
- kościół parafialny – św. Jana Chrzciciela w Chichach
- kościół filialny – Matki Boskiej Rokitniańskiej i św. Michała Archanioła w Witkowie

## Proboszczowie
Źródło: 
- ks. Leon Młynarski (1958)
- ks. Józef Marek (1958)
- ks. Wacław Gacek (1959)
- ks. Antoni Krzysica (1959–1960)
- ks. Bogumił Zawadyl (1960–1963)
- ks. Jan Graliński (1963–1964)
- ks. Mieczysław Wykrota (1964–1975)
- ks. Piotr Olender (1975–1977)
- ks. Henryk Fordon (1977–1988)
- ks. Władysław Kleszcz (1988–2007)
- ks. Adam Brzdęk (od 2007)

## Zasięg parafii
Do parafii należą wierni z miejscowości:
Chichy, Bobrzany, Janowiec, Witków

## Galeria

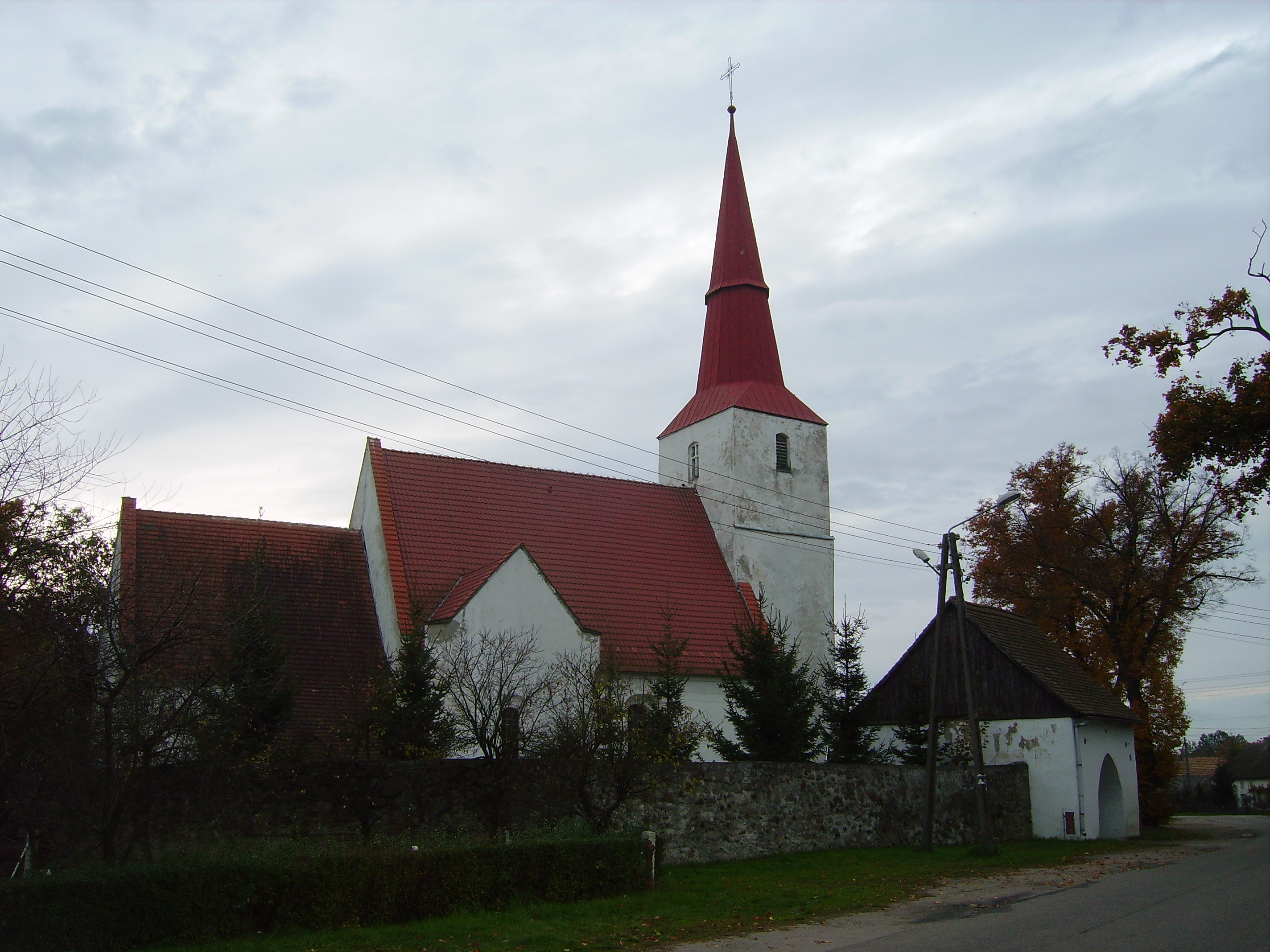
Kościół parafialny w Chichach
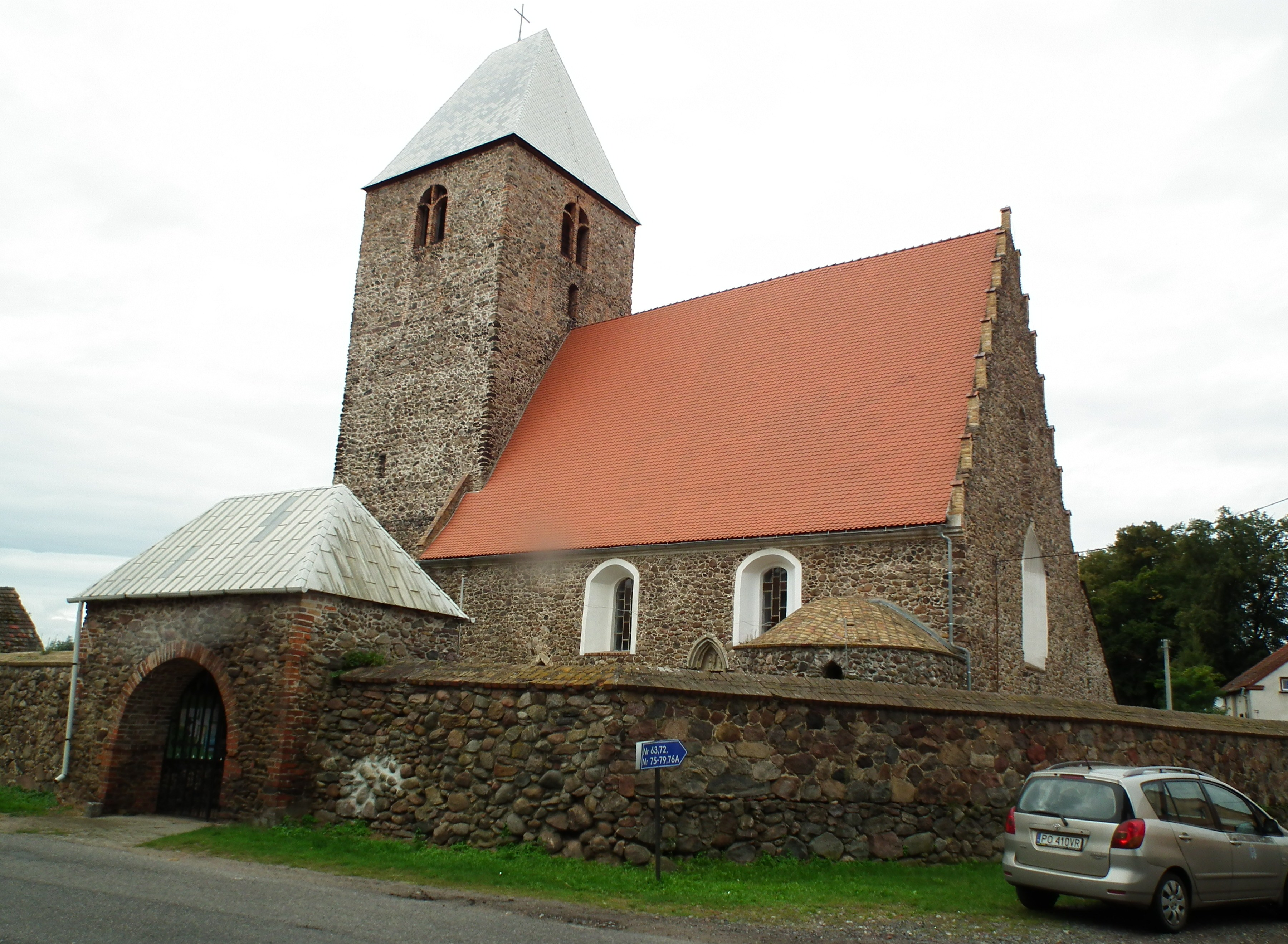
Kościół filialny w Witkowie